# 西鉄バス北九州・弥生が丘自動車営業所

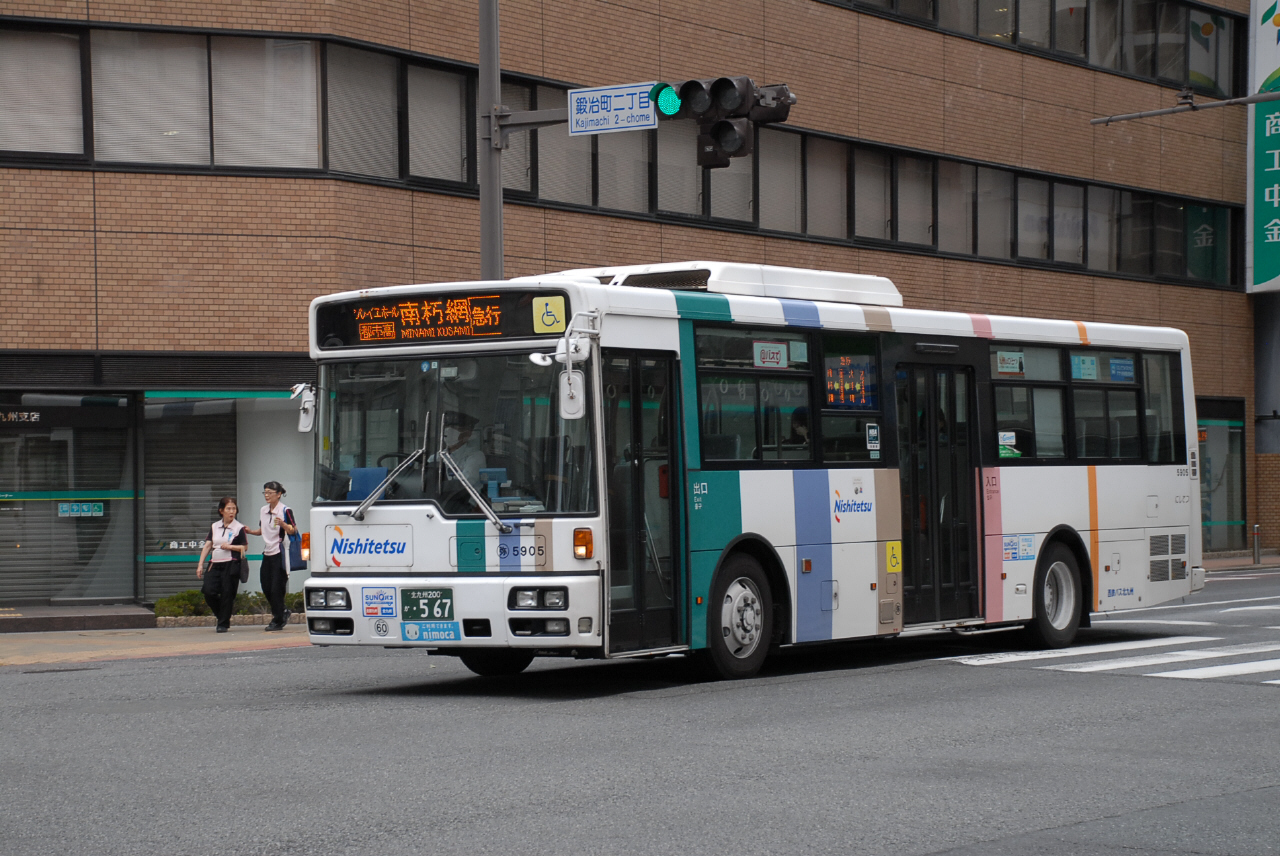
路線車

西鉄バス北九州・弥生が丘自動車営業所（にしてつバスきたきゅうしゅう・やよいがおかじどうしゃえいぎょうしょ）は、西鉄バス北九州のバス営業所の一つで、主に北九州市小倉南区南東部を中心エリアとする。本社小倉営業所や行橋車庫とも事業分担を行っている。

## 歴史
もともと、現在の「曽根新田」バス停付近にあった曽根自動車営業所であったが、平成に入り、西鉄が小倉南区貫地区で「弥生が丘」住宅団地の開発を行っていたのに合わせて移転開業した。これは西鉄が一般的に行っている手法であり、大野城市月の浦所在の西鉄バス二日市現本社も同じ経緯で開業している。
組織変更も頻繁に行われており、以前は「小倉自動車営業所弥生が丘営業区」であった。また、現在は再独立した行橋営業所を傘下に収めていた時期もあった。
- 1967年2月20日 - 小倉区（現・小倉南区）大字曽根字明神田318番地1に曽根自動車営業所を開設。
- 1989年5月8日 - 現在地に移転し、弥生が丘自動車営業所となる。
- 2002年10月1日 - 西鉄バス北九州に移管。
- 2012年6月24日 - 前日廃止の蜷田営業所から、小倉南区南東部エリアにおけるバス停等管理などの統括業務を引き継ぐ（北方地域など南西部に隣接する一部は中谷営業所に引き継ぎ、一部路線は小倉営業所との共同管理に移行）。

## 管轄路線
2023年10月1日現在の路線（太字は終点・始発停留所）

### 行橋 - 福岡線（高速）

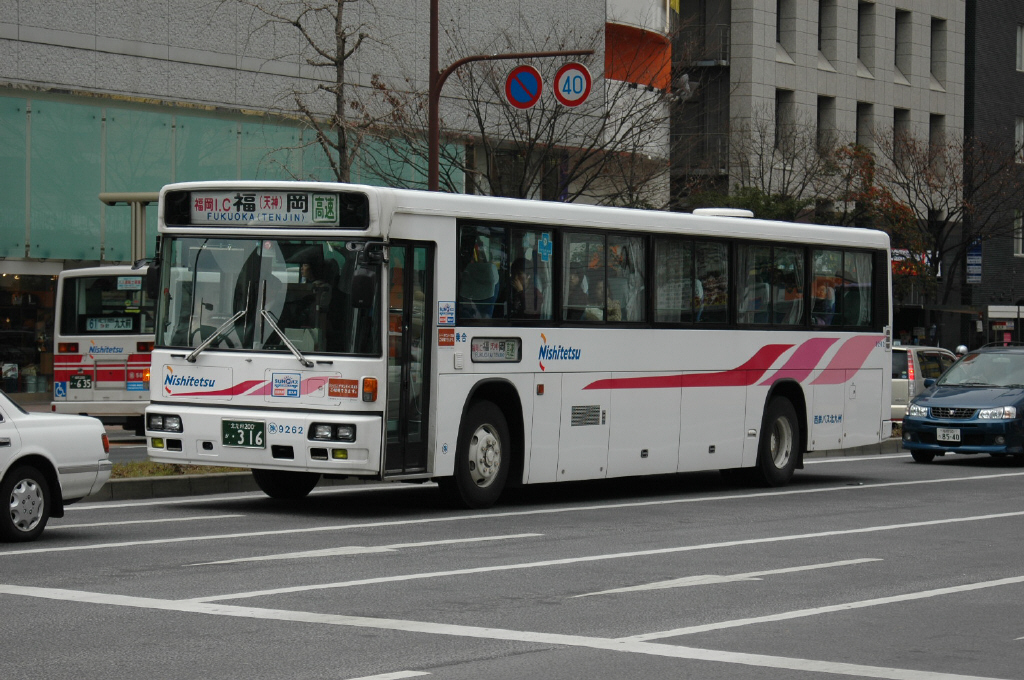
行橋－福岡線

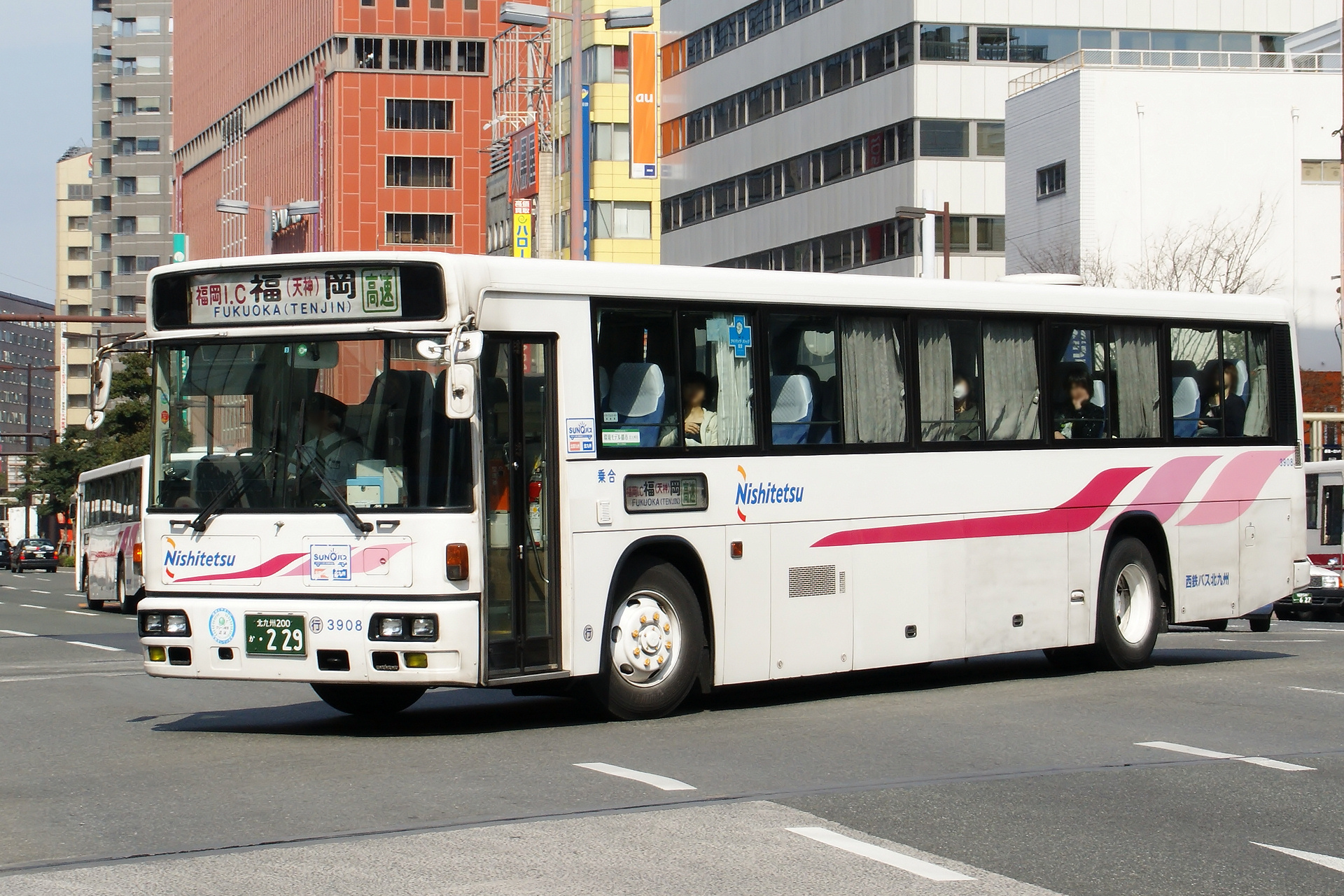
福岡～苅田・行橋線

行橋営業所の単独運営や弥生が丘営業所の単独運営の時代があったが、2023年現在、行橋は弥生が丘の車庫となっており、乗務は弥生が丘の乗務員が行う。
経路
行橋営業所 - 苅田駅入口 - バイパス津田 - 小倉東インターチェンジ -（九州自動車道 - 福岡都市高速呉服町出入口）- 蔵本 - 中洲 - 西鉄天神高速バスターミナル
運賃
- 行橋 - 天神 1,680円
- バイパス津田 - 天神 1,150円

かつては値下げ策により上記より100円ほど安い時期があった。値上げ理由は燃料価格高騰によるコスト高。
所要時間
1時間40分（行橋 - 天神）
以下、蜷田営業所廃止により大きく変更がなされた。

### 長野 - 小倉線
- □■ 38
  - 砂津 - 小倉駅バスセンター - 平和通り - 三萩野 - 片野二丁目 - 城野四角 - 北方一丁目 - 北方 - 企救中学校 - 石田 - 横代北町二丁目 - 長野 - 津田 - 下曽根新町 - 下曽根駅南口
- □■ 38-1（津田第一→砂津は38）
  - 砂津 - （38番と同一） - 津田第一 - 津田第二 - 貫団地口 - 府殿入口 - 弥生が丘団地入口 - 弥生が丘営業所
- □ 38-2（下曽根駅南口→砂津は38）
  - 砂津←（38番と同一）←下曽根駅南口←中曽根←貫入口←府殿入口←弥生が丘営業所
    - 砂津・小倉駅から北方・津田を経由し、下曽根駅へ向かう路線。全便中型スロープ付車両で運転される。
    - 弥生が丘営業所発着便は出入庫のみの運行で、貫小学校経由の38-1と、下曽根駅南口経由の38-2がある。本数は38-1が上下1本、38-2が上り1本。貫弥生が丘三丁目には乗り入れない。
    - 下曽根駅南口では折り返しまで下曽根新町にある折り返し場（かつては下曽根車庫として、当停留所発着があった）で待機する。

- □■ 35
  - 青葉車庫 - 大門 - 西小倉駅前 - 魚町 - 平和通り - 三萩野 - 片野二丁目 - 城野四角 - 城野町 - 北方小学校前 - 北方(下りのみ) - 企救中学校前 - 石田 - 蜷田 - 横代北町二丁目 - 下横代 - 舞ケ丘団地
  - 青葉車庫 - （この間上記と同じ） - 下横代 - サンアクアTOTO
    - 横代・蜷田地区と小倉中心部を結ぶ路線。全便が大型車で運転されていたが、2021年7月31日ダイヤ改正以降は大半が中型スロープ付車両での運行となっている。
    - 元は西鉄北方線廃止に伴う代替路線5番として北方 - 戸畑間に設定された路線で、後に上横代、舞ヶ丘団地まで延長されたが、2016年3月のダイヤ改正で戸畑 - 青葉車庫間が区間廃止された[2]。蜷田営業所とは廃止前に共同運行、その前は戸畑営業所と蜷田の共同運行という時期もあった。2021年7月31日のダイヤ改正で上横代経由は廃止された。

### 貫 (都市高速) 小倉線
元々は「長野～小倉線」に組み込まれていたが、2021年7月31日のダイヤ改正で138番・急行が「貫（都市高速）小倉線」として独立した。
- □■ 都市高138
  - 砂津 - 小倉駅バスセンター - 魚町 - 西小倉駅前 - ソレイユホール・ムーブ前 - 大手町 - （大手町）（都市高速）（若園） - 企救中学校前 - 蜷田若園三丁目 - 湯川中学校前 - 横代東町二丁目 - 小倉東インターチェンジ - バイパス津田 - 田原新町 - 下曽根駅南口 - 中曽根 - 貫入口 - 府殿入口 - 弥生が丘団地入口 - （ - 貫弥生が丘三丁目 - ） - 弥生が丘営業所
    - 砂津・小倉駅から小倉城・都市高速・下曽根駅南口を経由して弥生が丘営業所へ向かう路線。以前は府殿入口止めがあったが、現在は全便が弥生が丘営業所発着。
    - 朝の弥生が丘営業所行きの一部便においては、貫弥生が丘三丁目（西鉄コットンヒルズ弥生が丘）を経由せず直接弥生が丘団地第三→弥生が丘営業所へと向かう。

- □■ 急行
  - 砂津 - 小倉駅バスセンター - 魚町 - 西小倉駅前 - ソレイユホール・ムーブ前 - 大手町 - （大手町）（都市高速）（若園） - 企救中学校前 - 蜷田若園三丁目 - 湯川中学校前 - 横代東町二丁目 - 小倉東インターチェンジ - バイパス津田 - 下貫 - 日豊ニュータウン入口 - 昭和池入口
    - 砂津 - バイパス津田は138番と同一経路で、日豊ニュータウンとを結ぶ路線。急行を名乗っているが、経路上すべての停留所に停車する。
    - 嘗ては休日砂津始発のみ三萩野経由の一般道ルートがあったが、2011年5月6日のダイヤ改正で廃止された。2021年7月31日のダイヤ改正で早朝の南朽網行きが廃止され、昭和池入口発着は平日朝夕のみの運行となった。

### 貫 - 小倉線
各路線ともかつては10番を名乗り、国道10号線に沿って安部山・曽根から中津まで幅広い路線を網羅していた。恒見 - 弥生が丘の路線も10番系統として存在したことがある。全便が中型スロープ付き車両で運転だったが、2021年7月31日よりスロープ付き大型車となった(検査時により、中型車が代走する場合がある)。
- □■ 17
  - 青葉車庫 - 大門 - 西小倉駅前 - 魚町 - 平和通り - 三萩野 - 片野駅 - 城野四角 - 城野駅前 - 高坊 - 安部山入口 - 葛原小学校前 - 寺迫口 - 下曽根 - 中曽根 - 貫入口 - 府殿入口 - 弥生が丘団地入口 - 貫弥生が丘三丁目 - 弥生が丘営業所
    - 出入庫系統のため朝に青葉車庫行き、晩に弥生が丘営業所行きが運行されるのみである。府殿入口 - 弥生が丘団地入口間において上貫を経由する便があったが、2021年7月31日のダイヤ改正で廃止された。
    - 17番青葉車庫行きに限り下曽根駅北口には乗り入れず下曽根駅前で乗降扱いする。

- □■ 18
  - 青葉車庫 - 大門 - 西小倉駅前 - 魚町 - 平和通り - 三萩野 - 片野駅 - 城野四角 - 城野駅前 - 高坊 - 安部山入口 - 葛原小学校前 - 寺迫口 - 下曽根駅北口 - 九州労災病院
    - 九州労災病院の移転にあわせ、2011年5月6日新設。本数は1時間1本程度。

### 黒原 - 戸畑線
- ■■ 27
  - 舞ケ丘団地 - 湯川新町三丁目 - 安部山入口 - 霧丘三丁目 - 黒原一丁目 - 明和町 - 砂津 - 小倉駅バスセンター - 平和通り - 北九州市役所前 - 小倉北区役所前 - ソレイユホール・ムーブ前 - 大手町西 - 木町 - 南小倉駅前 - 一枝入口 - 明治学園前 - 戸畑区役所 - 浅生通り - 浅生市場前 - 戸畑駅 - 幸町 - 製鉄飛幡門

- ■■ 28
  - サンアクアTOTO→下横代→湯川新町三丁目→安部山入口→霧丘三丁目 - 黒原一丁目 - 明和町 - 砂津 - 小倉駅バスセンター - 平和通り - 北九州市役所前 - 金田 - 金田一丁目 - 原町一丁目 - 木町 - 南小倉駅前 - 一枝入口 - 明治学園前 - 戸畑区役所 - 浅生通り - 浅生市場前 - 戸畑駅 - 幸町 - 製鉄飛幡門
    - 戸畑営業所と小倉営業所と共管。
    - 5番(現在の35番)と同様に2015年5月18日のダイヤ改正よりサンアクアTOTO行きが平日朝1本のみ新設されたが、そちらは戸畑営業所が担当している。2016年春のダイヤ改正で夕方のサンアクアTOTO発が1本新設され、これは弥生が丘が担当する。
    - 2022年3月12日のダイヤ改正で、戸畑駅発着が設定された。
    - 2023年1月28日のダイヤ改正で早朝に湯川新町三丁目発便が設定された。なお、逆方向の湯川新町三丁目行きは設定されていない。
    - 砂津発着の区間便の一部は弥生が丘が担当している。

### 小倉（中原）戸畑線
戸畑営業所と小倉営業所と共管。
- ■■ 92（戸畑駅→戸畑区役所、魚町→戸畑駅は5）
  - 戸畑駅 - 戸畑区役所 - 新池 - 三六町 - 中原 - 小倉高校下 - 大門 - 魚町 - 小倉駅入口 - 砂津 - 付属小学校前 - 大谷池
    - 2020年3月のダイヤ改正で新設された（かつてほぼ同区間を運行する92番があったため、事実上の復活）。小倉営業所が担当する鞘ヶ谷～大谷池線の大半を7番と分離し、戸畑駅～大谷池を担当する。
    - 製鉄飛幡門発着時代は93番と違って戸畑駅を経由していた。2023年1月28日のダイヤ改正で製鉄飛幡門〜戸畑駅間を廃止し、戸畑駅発着とした。また、小倉側は砂津止め便を新設。

- ■■ 93（戸畑駅→戸畑区役所、魚町→戸畑駅は5）
  - 製鉄飛幡門 - 幸町 - 三六町 - 工大前 - 中原 - 小倉高校下 - 大門 - 西小倉駅前 - 魚町 - 小倉駅入口 - 砂津 - 附属小学校前 - 広寿山 - 黒原一丁目 - 霧丘三丁目 - 安部山入口 - 湯川新町三丁目 - 湯川中学校前 - サンリブシティ小倉
    - 製鉄飛幡門発着の系統は全区間93番として運行。

  - 戸畑駅 - 浅生市場前 - 浅生通り - 戸畑区役所 - 三六町 - 工大前 - 中原 - 小倉高校下 - 大門 - 西小倉駅前 - 魚町 - 小倉駅入口 - 砂津 - 附属小学校前 - 広寿山 - 黒原一丁目 - 霧丘三丁目 - 安部山入口 - 湯川新町三丁目 - 湯川中学校前 - サンリブシティ小倉
    - 戸畑駅行きは小倉駅入口から、戸畑駅発は戸畑区役所まで5番として運行。
    - 大半は霧丘三丁目で折り返すが、湯川新町三丁目、サンリブシティ小倉発着も数本ある。2023年1月28日ダイヤ改正からは砂津発便も設定された。

### 弥生が丘フィーダー線
弥生が丘から曽根中学校前を経由し、下曽根駅を結ぶ路線。2020年3月14日のダイヤ改正で「貫～小倉線」として新設。その後2021年7月31日のダイヤ改正で「弥生が丘フィーダー線」として独立した。下曽根駅でJR日豊本線と、寺迫口で特快10番と接続するダイヤ設定になっている。原則として中型車が使用される。
- 2
  - 弥生が丘営業所 - 貫弥生が丘三丁目 - 弥生が丘団地入口 - 貫入口 - 曽根中学校前 - 下曽根駅北口 - 寺迫口
    - 2023年10月1日ダイヤ改正で従来の「弥生が丘営業所〜四季彩の丘・恒見営業所」から「弥生が丘営業所〜下曽根駅北口・寺迫口」の運行体系へと再編された。
    - 基本は寺迫口発着だが、下曽根駅北口発着も設定されている。寺迫口・下曽根駅北口到着後、すぐの折り返しとなる。

### 貫小学校フィーダー線
弥生が丘から貫小学校・津田を経由し、下曽根駅を結ぶ路線。38-1の減便に伴い、貫小学校経由は本系統をもって代替される事となった。津田第二にて38番と接続するダイヤ設定となっている。
- 1
  - 弥生が丘営業所 - 貫弥生が丘三丁目 - 弥生が丘団地入口 - （上貫 - 貫）- 府殿入口 - 貫団地口 - 津田第二 - 下曽根新町 - 下曽根駅南口
    - 上貫経由は1日2〜3本と本数が少ない。
    - 2023年3月1日からは使用車両を小型車に変更している。

### 昭和池フィーダー線
日豊ニュータウンと下曽根駅を結ぶ路線。日豊ニュータウン地区には小倉直通の16番・急行、四季彩の丘方面の2-2が少数ずつ乗り入れていたが、2021年7月31日のダイヤ改正で小倉直通はラッシュ時の急行を除き取りやめ、代わりに寺迫口で折り返す本系統が運行される事となった（四季彩の丘方面の2-2は廃止した）。本数は1時間1本程度で、新設当初は寺迫口にて特快10番との接続が考慮されたダイヤ設定となっていたが、2022年9月23日のダイヤ改正でこれは解消されている。
- 4
  - 昭和池入口 - 日豊団地 - 日豊ニュータウン入口 - 曽根中学校前 - 下曽根駅北口 - 寺迫口
    - 新設当初、寺迫口は午前中は小倉方面のりば、午後は昭和池方面のりばに到着していたが、2022年9月23日のダイヤ改正で小倉方面のりばに統一された。寺迫口到着後は、すぐの折り返しとなる。
    - 2022年9月23日のダイヤ改正からは日豊団地へ乗り入れるとともに使用車両を小型車に変更。
    - 2023年3月18日のダイヤ改正からは朝と夕方以降の数便が下曽根駅北口で折り返し運行。

### 安部山フィーダー線

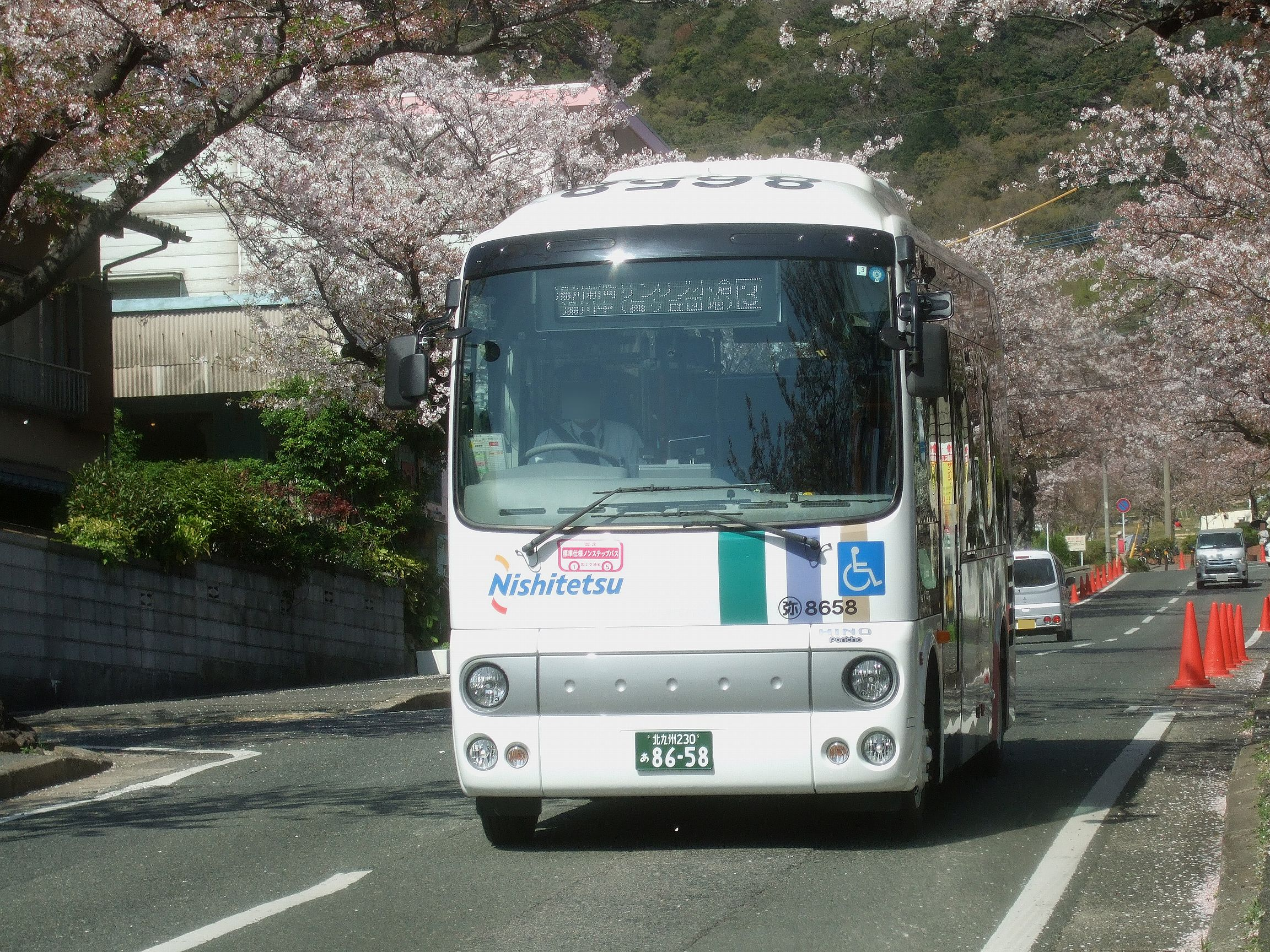
安部山フィーダー線

2021年7月31日のダイヤ改正で貫～小倉線13番、ならびに黒原～戸畑線27番の一部区間を振替として新設。全便小型バスで運行される。
- 3
  - 城野駅前 - 高坊 - 安部山入口 - 安部山公園 - 湯川五丁目 - 湯川新町三丁目 - 湯川中学校前 - サンリブシティ小倉 - 湯川中学校前 - 農事センター前 - 横代口 - 下横代 - （上横代） - 舞ケ丘団地
    - 新設当初は城野駅前・安部山公園 - サンリブシティ小倉、サンリブシティ小倉 - 舞ケ丘団地で系統分離されていたが、2022年9月23日のダイヤ改正で一部便を除き通し運転とされた。舞ケ丘団地発はすべて通し運転。ただしサンリブシティ小倉発舞ケ丘団地行きはある。数本はサンリブシティ小倉・安部山公園折り返しとなる。
    - 安部山公園発舞ケ丘団地行きの始発1便と、舞ケ丘団地発城野駅前行き（土休日は安部山公園行き）の最終1便だけは上横代を経由しない。

### 北九州空港連絡輸送
時刻変更は航空ダイヤ連動である。
- ■ 51（エアポートバス）
  - 朽網駅 - 南朽網 - 北九州臨空産業団地 - ブルーポートホテル苅田北九州空港 - トヨタ九州苅田工場 - 東横イン前 - 北九州空港

## 廃止された路線

### 急行・貫 (都市高速) 小倉線
□ 急行
砂津チャチャタウン前→小倉駅バスセンター2番→平和通り→三萩野2番→片野二丁目→城野四ツ角→城野町→北方→企救中学校前→蜷田若園三丁目→湯川中学校前→横代東町二丁目→小倉東インターチェンジ→津田→下貫→日豊ニュータウン→昭和池入口
休日の始発のみ運行、都市高速を経由せず、一般道経由で三萩野回り。2011年5月5日限りで廃止。
□ 急行
砂津→小倉駅バスセンター→魚町→西小倉駅前→ソレイユホール・ムーブ前→大手町→（大手町）（都市高速）（若園）→企救中学校前→蜷田若園三丁目→湯川中学校前→横代東町二丁目→小倉東インターチェンジ→バイパス津田→下貫→日豊ニュータウン入口→南朽網
南朽網行きは平日朝のみの運行で南朽網に到着後、回送で弥生が丘営業所へ向かう。2021年7月31日のダイヤ改正で廃止。

### 行橋・貫 - 小倉線
■□ 14（行橋営業所と分担）
青葉車庫 - 大門 - 西小倉駅前 - 魚町 - 平和通り - 市立医療センター前 - 三萩野 - 片野駅 - 城野駅前 - 高坊 - 湯川 - 安部山入口 - 葛原小学校前 - 葛原高松（旧・九州労災病院前） - 寺迫口 - 下曽根駅前 - 中曽根 - 貫入口 - 府殿入口 - 弥生が丘団地 - 弥生が丘営業所
九州労災病院移転後も「葛原高松」と改称され引き続き運行されたが、極度の利用不振によりわずか３か月弱、2011年7月31日限りで廃止。18番に役目を引き継いだ。
■□ 19
青葉車庫←魚町←三萩野←城野駅前←安部山入口←（19番:現行路線 寺迫口 - 行橋営業所）
■□ 13-1（大手町発は小倉駅バスセンターから13番として運行）
大手町 - ソレイユホール・ムーブ前 - 西小倉駅前 - 魚町 - 小倉駅バスセンター - 平和通り - 三萩野 - 片野駅 - 城野四角 - 城野駅前 - 高坊 - 湯川 - 安部山入口 - 安部山公園 - 湯川五丁目 - 安部山入口 - 湯川新町三丁目 - 湯川中学校前 - サンリブシティ小倉
2016年3月25日限りで廃止。
■□ 13
- 青葉車庫 - 大門 - 西小倉駅前 - 魚町 - 平和通り - 三萩野 - 片野駅 - 城野四角 - 城野駅前 - 高坊 - 安部山入口 - 安部山公園 - 湯川五丁目 - 湯川新町三丁目 - 湯川中学校前 - サンリブシティ小倉
- 2021年7月31日のダイヤ改正で青葉車庫～城野駅前間のみ廃止され、新設された3番に振り替えた。
- ■□ 16
- 青葉車庫 - 大門 - 西小倉駅前 - 魚町 - 平和通り - 三萩野 - 片野駅 - 城野四角 - 城野駅前 - 高坊 - 安部山入口 - 葛原小学校前 - 寺迫口 - 下曽根駅前 - 下曽根 - 中曽根 - 上曽根 - 日豊ニュータウン入口 - 昭和池入口
- 2021年7月31日のダイヤ改正で青葉車庫～寺迫口間のみ廃止され、新設された4番に振り替えた。
- ■□ 17
- (現行路線: 青葉車庫 - 府殿入口) - 貫 - 上貫 - 弥生が丘団地入口 - 貫弥生が丘三丁目 - 弥生が丘営業所
- 2021年7月31日のダイヤ改正で、上貫経由のみ廃止された。
- 特別快速17番
- 青葉車庫 - 大門 - 西小倉駅前 - 室町・リバーウォーク - 魚町 - 平和通り - 三萩野 - 片野駅 - 城野四角 - 城野駅前 - 安部山入口 - 上葛原 - 葛原本町六丁目 - 寺迫口 - 下曽根 - 中曽根 - 貫入口 - 府殿入口 - 弥生が丘団地入口 - 貫弥生が丘三丁目 - 弥生が丘営業所
- 2020年3月のダイヤ改正で特快17番が新設されたが、2021年7月31日のダイヤ改正で廃止された。室町・リバーウォーク～寺迫口間は上記停留所のみ停車。
- ■□ 19
- 青葉車庫→大門→西小倉駅前→魚町→平和通り→三萩野→片野駅→城野四角→城野駅前→高坊→安部山入口→葛原小学校前→寺迫口→下曽根駅前→南朽網
- 2015年3月14日より2021年7月30日まで青葉車庫発の平日1本を除き、小倉地区への乗り入れを廃止し九州労災病院まで区間短縮した。現在は行橋営業所が担当の行橋営業所～九州労災病院間のみとなった。
- □ 2-2
  - 昭和池入口 - 日豊ニュータウン入口 - 曽根中学校前 - 下曽根駅前 - 寺迫口 - 沼団地 - 沼小学校前 - 吉田団地第二 - 四季彩の丘第五
  - 2021年7月31日のダイヤ改正で四季彩の丘第五～寺迫口間のみ廃止され、新設された4番に振り替えた。

### 長野 - 小倉・戸畑線
■■ 5
舞ケ丘団地（ - 上横代 - ） - 横代北町二丁目 - 蜷田 - 石田 - 企救中学校前 - 北方 - 城野町 - 城野四角 - 片野二丁目 - 三萩野 - 平和通り - 魚町 - 西小倉駅前 - 大門 - 小倉高校下 - 中原 - 工大前 - 三六町 - 戸畑区役所 - 浅生通り - 浅生市場前 - 戸畑駅 - 幸町 - 八幡製鉄所総合センター - （←戸畑営業所←） - 戸畑渡場
2016年3月25日限りで廃止。

### 長野 - 小倉線
■■ 35
舞ケ丘団地 - 上横代 -  (現行路線: 下横代 - 青葉車庫)
2021年7月31日改正で、上横代経由のみ廃止された。
□ 35-1
舞ケ丘団地（ - 上横代 - ） - 横代北町二丁目 - 蜷田 - 石田 - 企救中学校前 - 城野駅南口
2020年3月14日改正で新設されたが、2021年7月31日改正で廃止された。

### 黒原 - 戸畑線
- □ 11
  - 舞ケ丘団地→湯川新町三丁目→安部山入口→高坊→城野駅前→城野四角→片野駅→三萩野→木町→南小倉駅前→一枝入口→明治学園前→戸畑区役所→浅生通り→浅生市場前

平日・土曜に1本のみ運行。起点が異なる同番号便を恒見営業所が運行し、湯川より先が共同運行の形となっていた。2017年3月24日限りで廃止。

### 弥生が丘ローカル線
□ 1・2（長野 - 戸畑線）
弥生が丘営業所 - 弥生が丘団地 - 府殿入口 - 貫団地口 - 津田 - 田原新町 - 小倉東高校前 - 文化記念公園前

### 弥生が丘フィーダー線
- ■ 2
  - 弥生が丘営業所 - 貫入口 - 下曽根駅北口 - 寺迫口 - 沼団地 - 中吉田 - 上吉田 - 恒見営業所
    - 主に通学需要として設定されていたものである。恒見営業所で門司学園中高へのバスと接続するダイヤ設定がとられている。沼小学校前へは行かず中吉田を経由する。
    - 2023年10月1日ダイヤ改正にて廃止。

  - 弥生が丘営業所 - 貫入口 - 下曽根駅北口 - 寺迫口 - 沼団地 - 沼小学校前 - 吉田団地第二 - 四季彩の丘第五
    - 2023年10月1日ダイヤ改正までは日中帯と土曜・休日はこの系統が運行されていた。新設当初は行先番号2-1であったが、2021年7月31日のダイヤ改正から2番に統一された。小倉方面への15番と違い、こちらは吉田団地を経由する。
    - 2023年10月1日ダイヤ改正にて廃止。
- 3
  - 弥生が丘営業所 - 貫弥生が丘三丁目 - 弥生が丘団地入口 - 府殿入口 - 貫入口 - 中曽根 - 下曽根駅南口
    - 本路線の間合いで運行されていた。138番と同一経路で、実質138番の区間便である。後述の安部山フィーダー線の3番とは関係ない。
    - 2023年10月1日ダイヤ改正にて廃止。

### 黒原 - 戸畑線
- ■■ 27
  - 舞ヶ丘団地－下横代－農事センター前－湯川中学校前－サンリブシティ小倉 - 湯川中学校前－湯川新町三丁目 -安部山入口－霧丘三丁目－黒原一丁目－明和町－砂津－小倉駅バスセンター－平和通りー北九州市役所前－小倉北区役所前
  - 2021年7月31日改正でサンリブシティ小倉経由小倉北区役所前発着便のみ廃止された。

### くろかんくんライナー

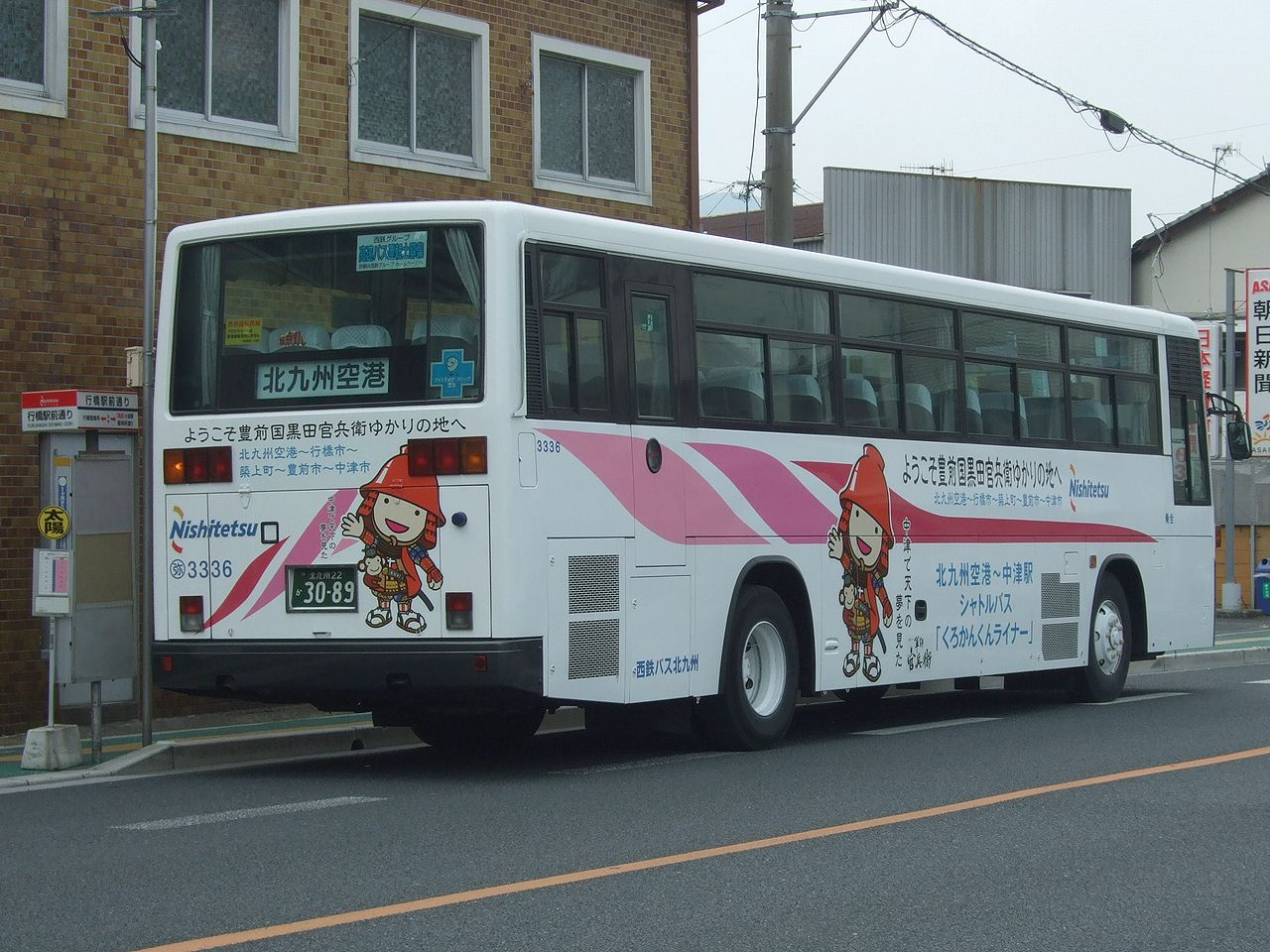
くろかんくんライナー

経路
北九州空港 - 行橋駅前通 - 八津田 - 八幡町 - 中津駅
上記停留所のみ停車。2014年4月26日から2015年1月25日の間の土曜・休日のみ、1日4往復の期間限定運行。北九州空港と中津駅の間を国道10号線を経由して結び、行橋市・築上町・豊前市・中津市の中心部に停留所を設置した。ちなみに「くろかんくん」とは、2014年の大河ドラマ『軍師官兵衛』に因んだ、中津市の軍師官兵衛推進事業公式キャラクター。ラッピングを施した高速バス用車両の専用車（3336）で運行。

## 車両
一般路線車
大型車は日産ディーゼル・UDトラックスの西工B型が配置されている（三菱ふそうの西工B型（3610号車）は2021年11月までに離脱）。また2012年に導入された三菱ふそう・エアロスターのワンステップ車3台（4614～4616号車）は三菱ふそうバス製造からの純正車体およびアリソン製AT搭載車で、更に2016年には同車種のノンステップ車4台（3024～3026号車）が追加導入され、2019年には同じく同車種のノンステップ車1台（3287号車）と、ジェイ・バスからの純正車体であるいすゞ・エルガのノンステップ車1台（1354号車）が導入された(貫（都市高速）小倉線での運行)。2019年には小倉営業所から日野・ブルーリボンシティハイブリッド(8008・8010号車、のちに8009号車も)が転属し51番北九州空港エアポートバスで運用されている。
中型車は日産ディーゼルのB型とジェイ・バスからの純正車体のいすゞ・エルガミオ（1190・1243・1244・2521・2747・2748・2752・2912・2913号車）、日野・レインボーⅡ（8522～8525号車）が配置されている。長野～小倉線、弥生が丘フィーダー線、貫小学校フィーダー線、安部山フィーダー線、昭和池フィーダー線（稀に北九州空港線）で使用される。中型ロング（日産ディーゼル・JP）は長野～小倉・戸畑線（主に38番、5番）で使用されたが、行橋・貫～小倉線や黒原線、小倉（中原）戸畑線でも使用されたことがある（中型ロングについては2016年3月25日限りで廃止）。
高速路線車

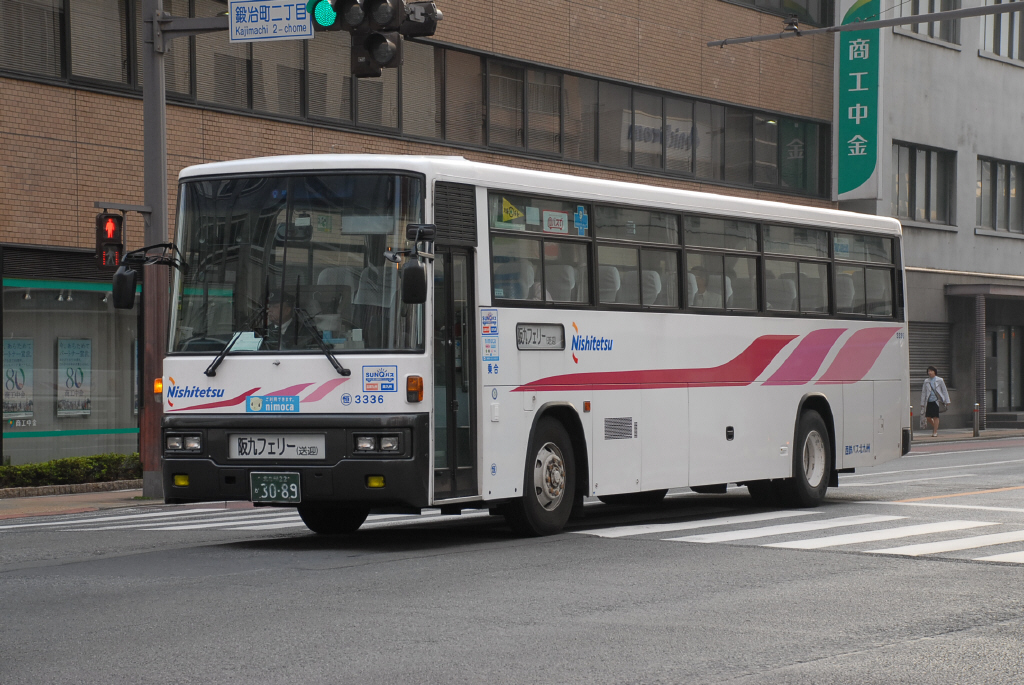
恒見営業所転属後

日産ディーゼル（西工B型）の配置。かつて三菱ふそう（西工B型）の3731号車は行橋車庫に常駐しており、行橋～福岡線の一部およびヤフオクドーム臨時（行橋営業所構内発着）で使用されていたが離脱した。3335・3336号車はくろかんくんライナーで使用されていたが、廃止によって3335号車は小倉営業所（北九州空港エアポートバス）、3336号車は恒見営業所（阪九フェリー送迎）に転属した。

## 行橋車庫

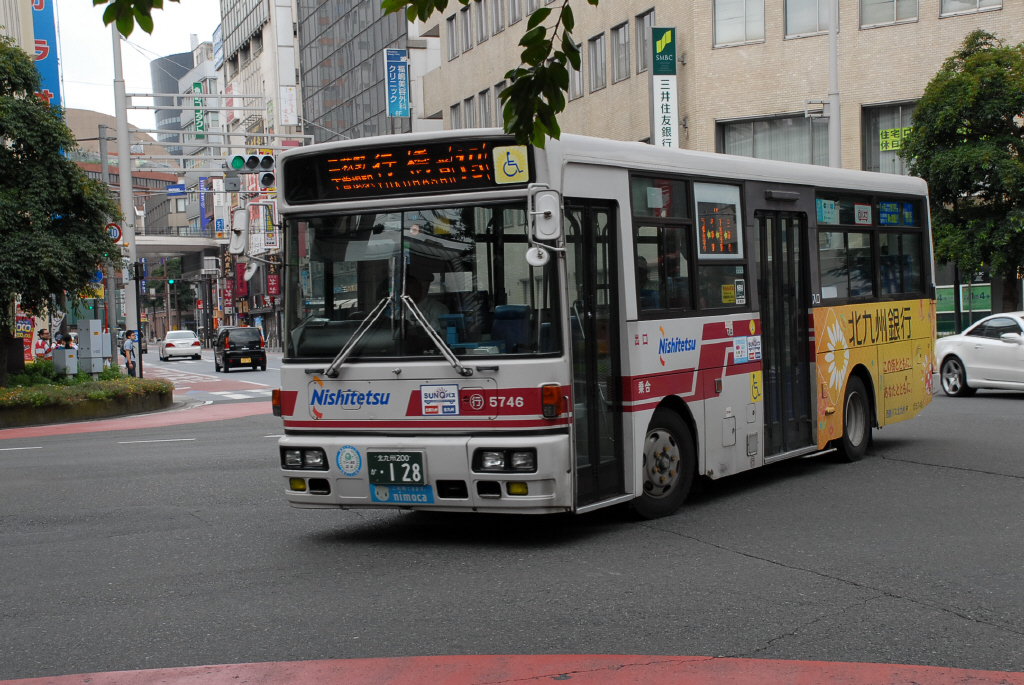
路線車

西鉄バス北九州・弥生が丘自動車営業所行橋車庫（にしてつバスきたきゅうしゅう・やよいがおかじどうしゃえいぎょうしょゆくはししゃこ）は、西鉄バス北九州のバス車庫の一つ。かつては「行橋自動車営業所」とした同社バス営業所の一つであり、主に福岡県北九州市小倉南区から行橋市および京都郡苅田町にかけての地区を中心エリアとしていた。現在は、弥生が丘営業所と統合され、同営業所の車庫扱いとなっている。

### 歴史（行橋車庫）
京築地区における西鉄バスの歴史は、複雑な歴史をたどっている。西鉄北九州観光の項も参照。
行橋営業所自体は、西日本鉄道北九州自動車営業局（現：西鉄バス北九州）の管轄下にあったが、2000年の子会社再編により運営が当時の京築交通へ移され、同社の本社が当時の豊津町から移された。その後、運行路線の大幅縮小が続き、2004年4月1日付で廃止され、西鉄北九州観光へ移管された。
だが、観光バス事業の不振、北九州空港の移転、残った路線を引き継いだ弥生が丘営業所への回送コスト増が問題となり、2007年4月28日、再度一般路線バスの営業所として復活、弥生が丘営業所の有人車庫となった。そして翌2008年、蜷田営業所とともに正式に西鉄バス北九州の営業所として戻ったのである。
現在は、営業所を起点とする高速（西鉄天神BC・ヤフードーム）路線と、行橋市から京都郡苅田町を経由して下曽根駅・九州労災病院とを結ぶ一般路線を担う。
2009年6月23日より、nimoca（IC乗車券）取扱い開始。又、営業所でのnimocaチャージなどの業務も同時に開始。
時期は不明ではあるが、2024年現在は再び弥生が丘営業所の有人車庫となっている。

### 所在地
福岡県行橋市中央一丁目12番41号
- 併設バス停：行橋営業所（構内）

行橋営業所（構内）バス停は、行橋自動車営業所の建物の一部を仕切って、乗客の利便性向上のために待合室及び出札窓口を設置したものである。ここでは、安全確保のため、発車数分前に乗務員が待合室の客を案内誘導する方式をとっている。
2021年10月1日ダイヤ改正までは、営業所向かいの県道28号上にも行橋営業所バス停が存在した。しかし雨ざらしのベンチがあるのみでバス待ちに不便なので、ここから乗車する客はほとんどいなかった。かつては県道28号上のバス停から小倉 - 中津線、行橋ローカル線等への乗り換え需要があったが、現在ではこれらの路線は全て廃止されているか太陽交通に移管されている。このため、無料配布される紙の時刻表では行橋営業所（構内）のみ表記されていた。

### 管轄路線（行橋車庫）
2023年3月18日現在の路線（太字は終点・始発停留所）

#### 行橋 - 福岡線（高速）
乗務は弥生が丘の乗務員が行う。　
行橋営業所 - 行橋駅東口 - 小波瀬 - 近衛橋 - 南原 - 苅田駅入口 - 西苅田 - 南朽網 - 日豊ニュータウン入口 - 下貫 - バイパス津田 - 小倉東IC -（九州自動車道） - （福岡都市高速） - 直方PA - 若宮IC - 蔵本 - 中洲 - 天神中央郵便局前（福岡行きのみ停車） - 西鉄天神高速バスターミナル
※以前（弥生が丘営業所運営時）、小倉競馬場にて競馬開催時に下記のような臨時が存在した。
（福岡行） 津田 - 小倉東IC -（九州自動車道） - （福岡都市高速） - 西鉄天神高速バスターミナル
（行橋行） 通常運行と同ルートで運行。
福岡行と行橋行の間に、福岡（西鉄天神高速バスターミナル） - 小倉競馬場（臨時）を運行していた。
以前は、大分県の中津まで運行していたが、JR日豊本線が整備されたため、行橋以南の運行を止めている。
- 福岡市内（天神 - 蔵本）はクローズドドアとなっており、福岡発では乗車のみ、福岡行きでは降車のみ。それ以外の区間では乗降制限がなく、行橋営業所 - 小倉東IC間の高速道路を含まない利用も可能である[6]。
- 福岡行きの直方パーキングエリアバス停は、鞍手パーキングエリアバス停が廃止になり移動したもの。もとあった鞍手パーキングエリアバス停より北九州市側に寄ったところにある。
- 南朽網停留所では、北九州空港行き路線バスに接続している。
- 苅田駅入口バス停（2006年3月 苅田駅前より改称）は、苅田駅東口より約300mの国道10号線上にある。苅田駅バス停（駅ロータリー内）には停車しない。
- 九州自動車道での渋滞（小倉東IC～福岡IC）などで遅延が発生した場合、通常の福岡IC・福岡都市高速（粕屋ランプ経由）ではなく古賀IC・国道3号線・福岡都市高速（香椎東ランプ経由）経由で運行する場合がある。
- 4列シート車で運行。かつて中津までの直通運行時代はトイレ付きの車両が使用されていたが、中津までの運転を取りやめたことで所要時間が短くなったため、現在はトイレなし車両が投入されている。また車両も三菱+西工で統一されていたが、増便したため日産ディーゼル+西工も導入した。のちに西工解散により純正車体のハイデッカー車が導入されている。

- 2004年3月に行橋営業所が廃止後、弥生が丘営業所の担当となり、約20分ほど回送していたが、2007年4月28日に弥生が丘営業所の車庫として行橋車庫が復活し、弥生が丘営業所行橋車庫（2008年に行橋営業所に昇格）の担当となった。2010年より弥生が丘営業所の担当も再開したが、現在は弥生が丘営業所行橋車庫に戻されている為、車両を行橋車庫に駐在させ、乗務は弥生が丘の乗務員が行う形態を採る。（後述の19番も同）
- 2019年3月より行橋駅東口に乗り入れを開始、同時に行橋駅前通りへの停車を取りやめる。

#### 行橋 - 下曽根線
かつては10番を名乗り、主に国道10号および旧10号を通り小倉都心部 - 安部山入口 - 下曽根 - 朽網 - 苅田町 - 行橋市 - 築城町 - 椎田町 - 豊前市 - 吉富町 - 中津市を結ぶ長距離路線であった。恒見 - 弥生が丘のローカル線も存在した。2015年3月14日ダイヤ改正より路線が大幅に短縮され、九州労災病院発着となった。2021年10月1日ダイヤ改正より行橋駅東口に乗り入れを開始。行橋営業所（県道28号上）・行橋駅前通り・裁判所通りの各バス停は廃止となった。この時に「貫 - 小倉線」から19番が分離して小型車運行に変わっている。
■□ 19
行橋営業所 - 行橋駅東口 - 苅田駅 - 南朽網 - 朽網駅 - 下曽根駅北口 - 九州労災病院

#### 行橋 - 福岡線（高速・PayPayドーム臨時）
行橋営業所 - 苅田駅入口 - バイパス津田 - 小倉東IC -（九州自動車道） - （福岡都市高速） - PayPayドーム
※PayPayドームにて、福岡ソフトバンクホークスの試合やイベントが、開催される場合に運行される（時刻は、バス停で周知される）。
※停車停留所は、行橋 - 福岡線（高速）と同一である。（天神BTを除く）
※プロ野球の試合開催時の行橋行きは、基本的に試合終了後に発車するが、22時30分になると試合が続いていても発車する。

### 廃止された路線（行橋車庫）

#### 苅田 - 北九州空港線
北九州空港エアポートバスとして運転されていた。又、バスにエアポートバスを周知するステッカーが貼ってあった。
※北九州空港発着の飛行機のダイヤが変更になると、それに応じて、バスのダイヤも改正となっていた。
- ■□ 55
  - 行橋駅 - 日産九州工場（平日ダイヤのみ停車） - 苅田町役場 - 苅田駅 - スカイホテル苅田 - トヨタ九州苅田工場 - 東横イン前 - 北九州空港

※土曜、及び休日でも日産九州工場が就業の場合は平日ダイヤにて運行されていた。逆に平日でも日産九州工場が休みの時は休日ダイヤにて運行されていた（バス停・バス車内で周知されていた）。
※以前は、行橋駅行きと同時に、日産九州工場止まり（土曜・休日ダイヤでは、苅田町役場止まり）も設定されていたが、乗客が少ない為休止され、行橋駅行きのみの9往復のみに大幅に縮小されていた。
※以前、行橋駅 - 日産九州工場間の一部で、貫 - 小倉線のコースを通行していた。（その後、国道10号のバイパスを通行していた。）
又、（北九州空港行のみ）日産九州工場内を運行していた。（その後、日産九州工場の入口で折り返していた。）
※行橋営業所 - 行橋駅東口間は、回送運転となっていた。
※下記の56番が途中で運休となった為、朝と夕方の便は、日産九州工場への通勤客が多数利用していた。
※行橋市から年間約590万円の補助金を受け運行されていたが、景気低迷やモータリゼーションの進行等に伴い利用客が減少し、自治体から補助を受ける基準（1台の乗客15人以上）にも満たなくなったため、2009年9月末をもって廃止された。
- ■□ 56（運休後2009年9月末をもって廃止）
  - 苅田駅 - 苅田町役場 - 日産九州工場

#### 貫 - 小倉線
- ■□ 14（弥生が丘営業所と分担）
  - 青葉車庫 - 大門 - 西小倉駅前 - 魚町 - 平和通り - 市立医療センター前 - 三萩野 - 片野駅 - 城野駅前 - 高坊 - 湯川 - 安部山入口 - 葛原小学校前 - 葛原本町六丁目 - 葛原高松(旧九州労災病院) - 葛原本町六丁目 -　寺迫口 - 下曽根駅前 - 中曽根 - 貫入口 - 府殿入口 - 弥生が丘団地 - 弥生が丘営業所

※2011年5月に移転した旧九州労災病院へのアクセス路線として運行されていた。周囲に若干の住宅地も存在することから病院移転後名称を「葛原高松」と改称し規模を縮小した上で運行を継続していたが、利用状況が不振だったためか移転からわずか３か月弱の2011年8月1日の改正より路線廃止。

#### 行橋 - 小倉線、行橋 - 下曽根線
- ■□ 19

青葉車庫 - 魚町 - 三萩野 - 城野駅前 - 安部山入口 - （現行路線：寺迫口 - 行橋営業所）
曽根北町 - （現行路線：九州労災病院 - 行橋営業所）
2015年3月24日ダイヤ改正より路線が大幅に短縮され、行橋 - 下曽根線に路線名が変更となった。2018年12月より平日土曜のみ曽根北町へ延伸、さらに朽網駅発着が登場した。行橋営業所は行橋営業所～九州労災病院・曽根北町間のみ担当する。しかし利用は伸びず、2021年10月1日ダイヤ改正で曽根北町行き・朽網駅発着ともに廃止。
- ■□ 13-1（大手町発は小倉駅バスセンターから13番として運行）

大手町 - ソレイユホール・ムーブ前 - 西小倉駅前 - 魚町 - 小倉駅バスセンター - 平和通り - 三萩野 - 片野駅 - 城野四角 - 城野駅前 - 高坊 - 湯川 - 安部山入口 - 安部山公園 - 湯川五丁目 - 安部山入口 - 湯川新町三丁目 - 湯川中学校前 - サンリブシティ小倉
2016年3月25日限りで廃止。

### 車両（行橋車庫）
一般路線車

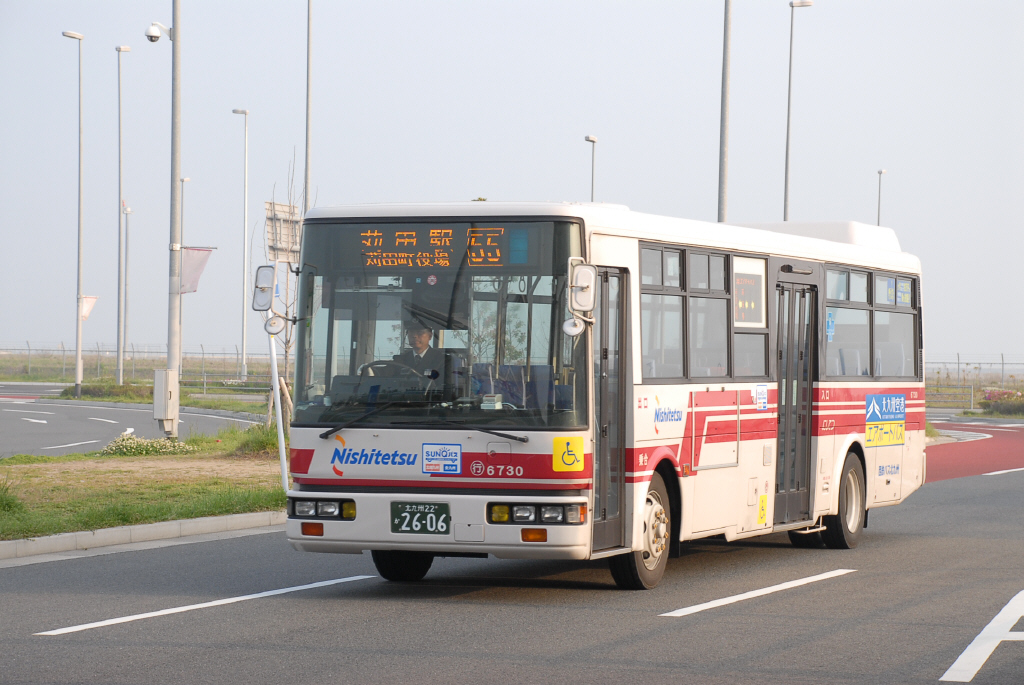
中型ロング　6730

2015年現在では大型車の配属は無く、中型車は日産ディーゼルのB型のみ。以前は純正車体のいすゞエルガミオと日野・レインボーⅡが配置されていたが、行橋・貫～小倉線19番の系統分離によって弥生が丘営業所に転出したものの、2017年12月に弥生が丘営業所よりエルガミオ2台が転入したため再び配置された。また小倉～行橋線では中型または中型ロングを長く使用しているが、北九州空港のエアポートバスには大型ワンステップ車が導入されていた。2021年10月1日ダイヤ改正より路線廃止対策のため小型車（日野・ポンチョ）が導入された（ただし予備車としていすゞエルガミオを1台配置）。
高速路線車
日産ディーゼル（西工B型、UDトラックスへの社名変更後の導入あり）、日野、いすゞ（いずれも純正車体のハイデッカー）の配置。